# Cargo Music
Cargo Music, Inc. es una discográfica de San Diego, California.
Se caracteriza por apoyar a bandas en crecimiento de corte punk rock, punk pop, hardcore y muchos más estilos dentro del rock alternativo estadounidense.

## Historia
Alcanzó su punto álgido a mediados de la década de 1990 con el lanzamiento de los álbumes Cheshire Cat y Dude Ranch de blink-182, también originarios de San Diego. Estos dos discos los firmó Cargo Music junto con su filial Grilled Cheese.
Precisamente, Cargo es una discográfica que trabaja conjuntamente con filiales como la susodicha Grilled Cheese (la que probablemente gozó de mayor éxito internacional gracias a las ventas de blink-182), Cherry Red Records (gracias al éxito de The Adicts con el auge punk en la década de 1980) o la variada Headhunter (firmando discos que van del punk al jazz, pasando por heavy, rock and roll, power pop y emo).
Otra de las señas de identidad del sello californiano es el gran catálogo de recopilatorios punk como el Pornstar: Hellbent for Pleasure (con participación de grupos como blink-182, Good Riddance, The Ataris, New Found Glory, Home Grown, Vision o Buck Wild)

### Filiales
La familia de Cargo Music consta de varias filiales. Estas son:
- Cherry Red Records
- Earth Music
- Fistpuppet
- Grilled Cheese
- Headhunter Records
- Re-Constriction
- RPM Records
- Tackle Box

## Bandas
A continuación se muestra un listado de bandas que en su día formaron, o forman, parte del catálogo de la familia de Cargo Music (incluidas sus filiales):
- blink-182
- The Adicts
- Drive Like Jehu
- Deadbolt
- Creedle
- Rocket from the Crypt
- SNFU